# Aulo Atilio Calatino
Aulo Atilio Calatino  fue un político y militar romano que alcanzó el consulado en 258 a. C. y 254 a. C. Ocupó el cargo de pretor en 257 a. C., época en que recibió un triunfo. Desempeñó también la censura en 247 a. C. y la dictadura en 249 a. C., siendo además el primer dictador en comandar un ejército fuera de Italia, entendida esta como la península italiana.
Calatino debía estar muerto en 216 a. C., puesto que Marco Fabio Buteón, censor en 241 a. C., es conocido por ser el excensor de más edad en aquellas fechas. Calatino habría sido mayor que él tanto partiendo de la fecha de su censura como de sus edades respectivas.

## Carrera
Según Polibio, su primer consulado fue en el año 258 a. C., cuando obtuvo Sicilia como provincia. Su colega consular fue Cayo Sulpicio Patérculo. De acuerdo a otros autores, su encomienda era llevar a cabo la guerra contra los cartagineses. Primeramente tomó la ciudad de Hippana y después la fortificada Mytistratum, que la hizo cenizas.
Inmediatamente después atacó Camarina. Durante el asedio, cayó en una emboscada y habría perecido con todo su ejército de no haber sido por los esfuerzos generosos de un tribuno llamado Marco Calpurnio Flama, aunque otros cronistas lo llaman Quinto Cedicio o Laberio.
Después de escapar de este peligro, conquistó Camarina, Enna, Drepanum y otros lugares que hasta entonces habían estado en posesión de los cartagineses. Hacia el final del año hizo un ataque a Lipara, donde las operaciones fueron continuadas por su sucesor. A su regreso a Roma, fue honrado con un triunfo. Ese mismo año fue elegido pretor.
Calatino fue reelegido cónsul en el año 254 a. C., siendo su colega consular Cneo Cornelio Escipión Asina. Los cónsules se dedicaron a la reconstrucción de la flota con doscientas veinte nuevas naves, después de que la flota anterior se perdiese en una tormenta en el cabo Pachynum. Navegaron hasta Sicilia y capturaron Panormo ese mismo año. Sin embargo, sólo Asina recibió un triunfo por los éxitos militares conseguidos (posiblemente debido al hecho de que Calatino ya había conseguido un triunfo tres años antes).
A raíz de las desastrosas pérdidas navales de Publio Claudio Pulcro y Junio Pulo sucedidas en 249 a. C., el Senado decidió multar con 120 000 ases al primero. Habría hecho lo mismo con el segundo si este no se hubiera suicidado. El dictador Marco Claudio Glicia, que había sido nombrado por Claudio Pulcro, fue despedido de su puesto con el argumento de que era el liberto de este y no merecía siquiera el rango de senador. Por todo ello, se decidió nombrar como sucesor de Glicia a Calatino y se le encargó inmediatamente que liderara los ejércitos en Sicilia, convirtiéndose así en el primer dictador romano en encabezar un ejército fuera de Italia. No hay pruebas de que durante la dictadura consiguiera algún éxito militar.
Fue elegido censor en 247 a. C. Varios años más tarde, en 241 a. C., Calatino fue elegido para que actuara como mediador entre el procónsul Cayo Lutacio Cátulo y el pretor Quinto Valerio Faltón y decidiera quién debía celebrar un triunfo. Tras deliberar largamente, Calatino optó a favor de Catulo.
Según Smith, Calatino erigió un templo en honor a Spes, personificación de la esperanza y felicidad, en el forum holitorium, y a Fides, personificación de la confianza, en el Capitolio.

## Familia
Calatino era hijo de Aulo Atilio Calatino, que había sido acusado de traicionar a la ciudad de Sora durante las guerras samnitas. Cuando la condena del viejo Calatino parecía inminente, el pretor y tres veces cónsul Fabio Máximo Ruliano, su suegro, intercedió a su favor en el juicio logrando salvarlo del exilio. La influencia y las palabras de Ruliano, expresando su creencia de que Calatino no era capaz de llevar a cabo los hechos que se le imputaban, fueron determinantes a la hora del veredicto. Esto muestra que los Atilio eran clientes de los aristócratas Fabio y que estaban emparentados con ellos a través del matrimonio del viejo Calatino. Aulo Atilio Calatino era por tanto nieto de Fabio Ruliano a través de su madre.
Los Atilio Calatinio eran parientes de otros famosos Atilio, los Atilio Régulo. El cognomen Calatino es muy probable que se refiriera a Calacia, una ciudad situada a nueve kilómetros al sudoeste de Capua. Dicha región había sido conquistada durante el consulado de Marco Atilio Regulo Caleno (335 a. C.). No obstante, fue el patricio Valerio el que realmente conquistó Cales, por lo que Atilio es probable que procediera de allí. Lo más probable es que los Atilio fueran la primera familia de Campania que obtuviera la ciudadanía romana y que el sobrenombre de Regulo procediera precisamente del regalo que suponía la ciudadanía para los Atilio.